# Anticrates
Anticrates är ett släkte av fjärilar. Anticrates ingår i familjen Lacturidae.

## Dottertaxa tillAnticrates, i alfabetisk ordning[1]
- Anticrates agrippina
- Anticrates anticlina
- Anticrates argyroplintha
- Anticrates autobrocha
- Anticrates chrysaema
- Anticrates chrysantha
- Anticrates crocophaea
- Anticrates decaplaca
- Anticrates denticulata
- Anticrates despotica
- Anticrates difflua
- Anticrates digitosa
- Anticrates electropis
- Anticrates erythromima
- Anticrates eulimna
- Anticrates haematantha
- Anticrates hebridensis
- Anticrates hygraema
- Anticrates lucifera
- Anticrates mesopercna
- Anticrates metreta
- Anticrates miltochorda
- Anticrates paratarsa
- Anticrates paraxantha
- Anticrates phaedima
- Anticrates rennellensis
- Anticrates rhodometra
- Anticrates rutilella
- Anticrates sanguinicornis
- Anticrates thermastris
- Anticrates tridelta
- Anticrates venatrix
- Anticrates xanthomima
- Anticrates zapyra